# Exophiala castellanii
Exophiala castellanii är en svampart som beskrevs av Iwatsu, Nishim. & Miyaji 1984. Exophiala castellanii ingår i släktet Exophiala och familjen Herpotrichiellaceae.   Inga underarter finns listade i Catalogue of Life.